# Луга (місто)
Луга (рос. Луга) — місто Ленінградської області Росії. Адміністративний центр Лузького міського поселення та Лузького району.
Населення — 38 593 осіб (2010 рік).

## Відомі особистості
У місті народилися:
- Петро́ Петро́вич Алексє́єв (26 квітня 1840 — 18 лютого 1891) — російський хімік-органік
- Кічунов Микола Іванович (1863—1942) — радянський вчений в області садівництва, виноградарства і овочівництва
- Ургант Ніна Миколаївна (* 1929) — радянська і російська акторка театру і кіно
- Нілов Геннадій Петрович (* 1936) — радянський і російський актор
- Марусин Євген Петрович (1949—1993) — український хімік-неорганік.

## Галерея
|  |  |  |